# Клинтон, Джон, 6-й барон Клинтон
Джон Клинтон (англ. John Clinton; примерно 1429 — 29 февраля 1488) — английский аристократ, 6-й барон Клинтон с 1464 года. Сын Джона Клинтона, 5-го барона Клинтона, и его первой жены Джоан Феррерс. После смерти отца унаследовал семейные владения, расположенные главным образом в Уорикшире, и права на титул. В 1471 году был официально признан бароном Клинтон и Сэй, но в парламент его за всю жизнь не вызывали ни разу.
Клинтон был женат дважды: на Элизабет Файнс (дочери сэра Ричарда Файнса и Джоан Дакр) и Анне Стаффорд (дочери сэра Хамфри Стаффорда). В первом браке родился сын Джон (примерно 1470/71 — 1514), 7-й барон Клинтон.